# Тріада Віппла
Тріада Уіппла, тріада Віппла — це сукупність трьох ознак (так званих критеріїв Уіппла), які свідчать про те, що симптоми пацієнта є наслідком гіпоглікемії, що може свідчити про інсуліному. Обов'язковими умовами є симптоми гіпоглікемії, низька концентрація глюкози в плазмі крові та полегшення симптомів при підвищенні концентрації глюкози в плазмі. Вперше його описав хірург Аллен Уіппл, який мав на меті встановити критерії для дослідницької хірургії підшлункової залози для пошуку інсуліноми.

## Визначення
Тріада Уіппла формулюється в різних версіях. Обов'язковими умовами є:
1. Симптоми, відомі або ймовірно спричинені гіпоглікемією, особливо після голодування або інтенсивних фізичних навантажень.[1][2] Ці симптоми включають тремор, тахікардію, тривогу, запаморочення та втрату свідомості.[3]
2. Низька концентрація глюкози в плазмі крові, виміряна під час появи симптомів.[1][2] Це може бути виміряно як концентрація глюкози в плазмі крові менше 550 міліграмів на літр.[2]
3. Полегшення симптомів при підвищенні рівня глюкози.[1][2]

Використання та значення критеріїв змінилися протягом останнього століття, оскільки покращилося розуміння багатьох форм гіпоглікемії, а діагностичні тести та процедури візуалізації вдосконалилися. Критерії Уіппла більше не використовуються для обґрунтування хірургічного дослідження інсуліноми, а для розмежування «справжньої гіпоглікемії» (за якої можна продемонструвати низький рівень глюкози) від різних інших станів (наприклад, ідіопатичного постпрандіального синдрому), за яких виникають симптоми, що свідчать про гіпоглікемію, але низький рівень глюкози неможливо виявити. Зараз ці критерії набагато частіше застосовуються ендокринологами, ніж хірургами. Радіологічним методом вибору зараз є ендоскопічна та/або інтраопераційна ультрасонографія.

## Диференціальна діагностика
Тріада Уіппла не є виключним явищем для інсуліноми, також мають бути розглянуті інші стани. Такі ж ознаки можуть бути спричинені гіперінсулінізмом, а не інсуліномою.

## Історія
Ці критерії датуються 1930-ми роками, коли було виявлено, що кілька пацієнтів з гіпоглікемічними симптомами (такими як тремтіння, непритомність або пітливість) внаслідок гіпоглікемії були виліковані хірургічним видаленням інсуліноми, але значна частина людей із симптомами, що свідчили про гіпоглікемію, очевидно, не потребувала хірургічного втручання. Діагностичне тестування було рудиментарним: використовували непрямий показник рівня глюкози в крові, ще не було знайдено способу вимірювання гормонів та метаболітів, а також не було процедур візуалізації внутрішніх органів.
Аллен Уіппл був відомим хірургом, який був піонером хірургії підшлункової залози. Він запропонував не проводити жодних операцій на підшлунковій залозі для пошуку інсуліноми, якщо не будуть дотримані відповідні критерії. З цієї причини тріаду Уіппла також називають критеріями Уіппла.